# Zumsteinspitze
Zumsteinspitze (italsky Punta Zumstein) je se 4563 metry čtvrtou nejvyšší horou Alp. Nachází se v masivu Monte Rosa ve Walliských Alpách, na hranicích Švýcarska a Itálie.

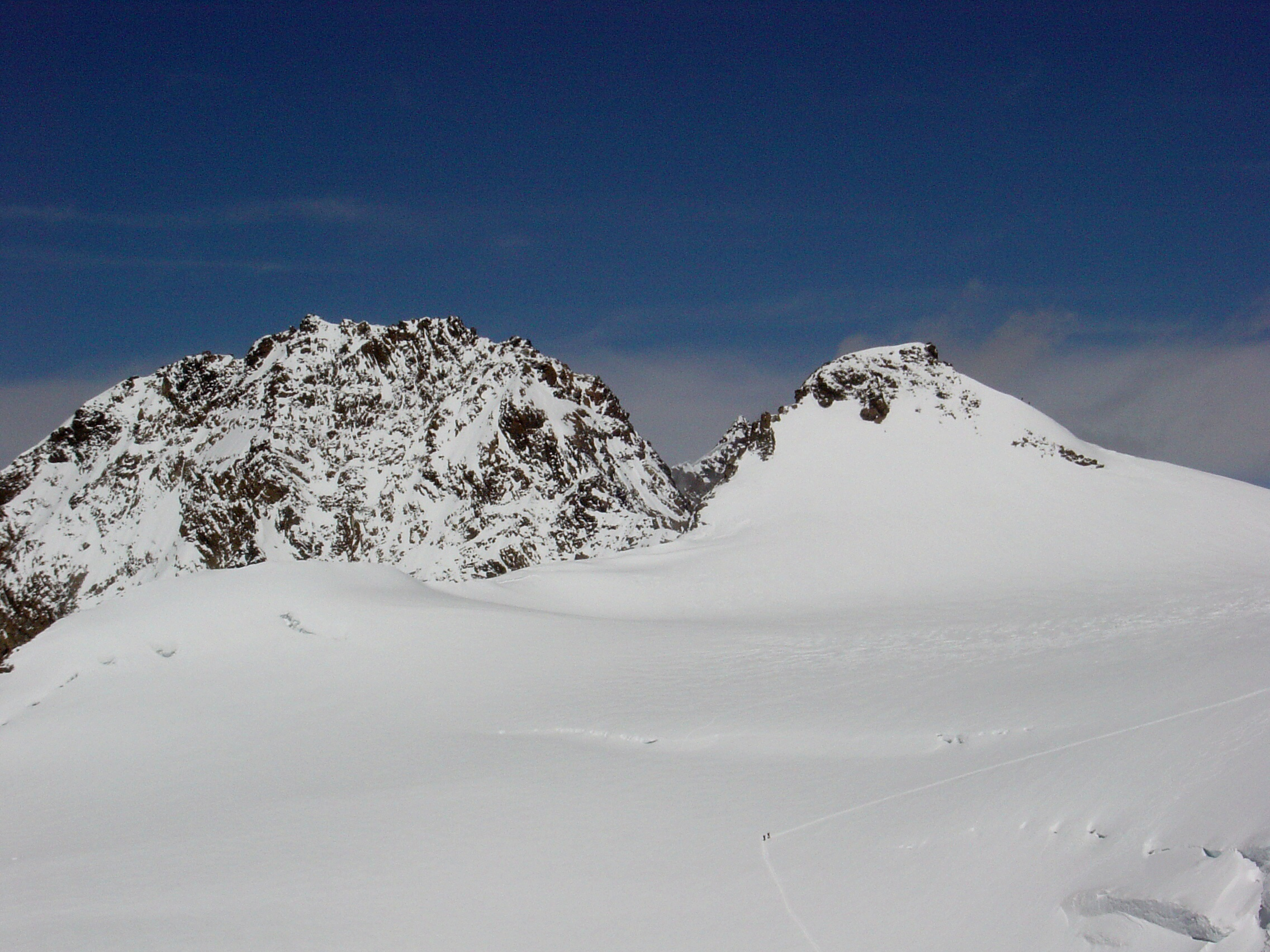
Zumsteinspitze (vpravo) při pohledu z Parrotspitze; vlevo Dufourspitze

Prvovýstup byl proveden bratry Josephem a Johannem Niklausem Vincentovými, Josephem Zumsteinem, Molinattim, Castelem a neznámými nosiči. Lezci věřili, že jdou na nejvyšší vrchol masivu, po dosažení vrcholu ale zjistili, že nedaleko se nachází výrazně vyšší vrchol (Dufourspitze – 4634 m, od vrcholu Zumsteinspitze vzdálený asi kilometr, ale oddělený obtížně přístupným sedlem). Joseph Zumstein později prosadil, aby se hora jmenovala po něm.
Jediná široce využívaná přístupová trasa na vrchol vede od jihovýchodu, směrem od Signalkuppe. Přes vrchol Zumsteinspitze vede jedna z výstupových tras na Dufourspitze, je ale považována za nebezpečnou kvůli mimořádně strmému sedlu mezi oběma vrcholy.